# Marquesado de Casa Argudín
El marquesado de Casa Argudín, es un título nobiliario español creado por el monarca Amadeo I por real decreto de 17 de noviembre de 1872 a favor de don José Antonio Suárez Argudín y Ramírez de Arellano, natural de La Habana, Caballero de la Orden de Malta y de la Orden de San Juan de Jerusalén, quien no llegó a obtener el correspondiente real despacho, quedando caducada la concesión a su deceso. 
El título fue reconocido y validado por otro real decreto de 7 de enero de 1890, y el subsiguiente real despacho del 31 de marzo de 1891 como título del reino por el rey Alfonso XIII durante la regencia de su madre la reina María Cristina a favor de su hijo José Antonio Suárez Argudín y del Valle.
En 1952 se expidió carta de sucesión a favor de su nieto Aymar Cruzat Suárez Argudín.
Familia procedente de la villa de Avilés, en el Principado de Asturias, establecida en La Habana en 1816.

## Marqueses de Casa Argudín
|                             | Titular                                           | Periodo               |
| Creación por Amadeo I       | Creación por Amadeo I                             | Creación por Amadeo I |
| --------------------------- | ------------------------------------------------- | --------------------- |
| I                           | José Antonio Suárez Argudín y Ramírez de Arellano | 1872-1876             |
| Revalidado por Alfonso XIII |                                                   |                       |
| II                          | José Antonio Suárez Argudín y del Valle           | 1891-1949             |
| III                         | Aymar Cruzat y Suárez Argudín                     | 1952-1993             |
| IV                          | María Cruzat y Suárez Argudín                     | 1994-2014             |
| V                           | Aymar Fernando Rumeu de Armas y Sánchez-Arjona    | 2016-                 |

## Historia de los marqueses de Casa Argudín

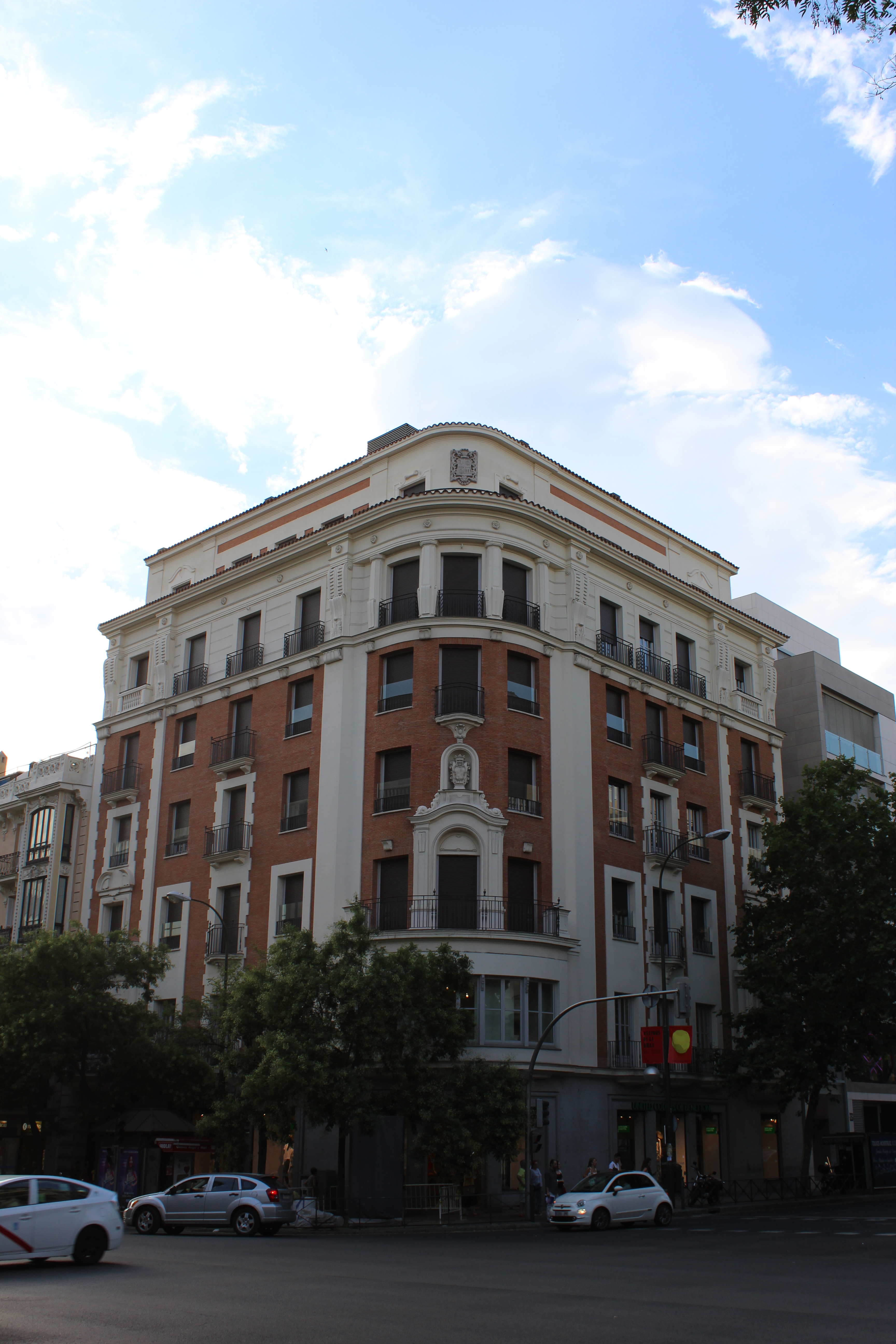
Casa-palacio del marqués de Casa-Argudín, calle Goya. Madrid

- José Antonio Suárez Argudín y Ramírez de Arellano (La Habana, 1 de octubre de 1836-1 de abril de 1876), I marqués de Casa Argudín,[5] caballero de la Orden de San Juan de Jerusalén.

Casó en La Habana, el 20 de octubre de 1860, con Francisca María de Valle y de Iznaga.
Le sucedió el 31 de marzo de 1891 su hijo:
- José Antonio Suárez Argudín y del Valle (La Habana, 6 de septiembre de 1864-1949), II marqués de Casa Argudín.[6]

Casó en New York, el 19 de enero de 1893, con María de la Caridad del Valle y Juliá.
Le sucedió el 9 de mayo de 1952 su nieto:
Hijo de: María Suárez Argudín y del Valle (Brasil, 11 de febrero de 1894-Madrigalejo, 1 de junio de 1922), casó el Anglet, Francia el 16 de julio de 1917, con Antonio Cruzat González-Estéfani. Fue su hijo:
- Aymar Cruzat y Suárez Argudín (¿?-1993), III marqués de Casa Argudín,[7] caballero de la Real Maestranza de Caballería de Zaragoza, alférez provisional, cruz de guerra, dos cruces rojas del mérito militar.

1. Casó en primeras nupcias, en San Sebastián el 5 de agosto de 1941, con Ana María Caro y Díaz de Tuesta. Sin descendencia
2. Casó en segundas nupcias con su prima hermana Ana María Cruzat y Salazar, hija de los marqueses de Feria. Sin descendencia.

Le sucedido el 8 de noviembre de 1994 su hermana:
- María Cruzat y Suárez Argudín (¿?-Madrid, 10 de diciembre de 2014), IV marquesa de Casa Argudín,[8] dama de la Real Maestranza de Caballería de Zaragoza, dama de Honor y Devoción de la Soberana Orden de Malta.

Casó con Juan José Rumeu de Armas (¿?-2004), caballero de Honor y Devoción de la Soberana Orden de Malta, Cruz de Honor de San Raimundo de Peñafort, registrador de la propiedad.
Le sucedió el 11 de noviembre de 2016 su nieto:
Hijo de: Aymar Rumeu de Armas y Cruzat (¿?-Madrid, 16 de septiembre de 2012), Caballero de honor y devoción de la S.O.M. de Malta, casó en Madrid el 21 de junio de 1971, con María de la Concepción Sánchez-Arjona y Eyaralar. Fue su hijo:
- Aymar Fernando Rumeu de Armas y Sánchez-Arjona (Gijón, 5 de mayo de 1972),  V marqués de Casa Argudín[9] (titular)

Casado con Fabiola Cortés-Funes y de Urquijo, V Marquesa de San Felipe el Real de Chile.